# مارغريت كرولي (متزلجة)
مارغريت كرولي (بالإنجليزية: Margaret Crowley)‏ هي متزلجة أمريكية، ولدت في 17 مارس 1986.

## وصلات خارجية
- مارغريت كرولي على موقع SpeedSkatingBase.eu (الإنجليزية)
- مارغريت كرولي على موقع SpeedSkatingNews.info (الإنجليزية)
- مارغريت كرولي على موقع SpeedSkatingStats.com (الإنجليزية)
- مارغريت كرولي على موقع اللجنة الأولمبية الدولية (الإنجليزية)
- مارغريت كرولي على موقع أوليمبيديا (الإنجليزية)